# Supercoppa italiana 2024 (pallacanestro in carrozzina)
La Supercoppa italiana 2024, nota anche come Supercoppa Martin Mancini è la 23ª Supercoppa italiana di pallacanestro in carrozzina.
La partita è stata disputata il 27 ottobre 2024 presso il Multieventi Sport Domus di San Marino tra la Briantea 84 Cantù, campione d'Italia 2023-24 e vincitrice della Coppa Italia 2024 e il Santo Stefano Sport, finalista della Serie A 2023-2024. 

## Finale
| Arbitri: | Zamponi Penzo Rambelli |

| |            | |
| Berdun 22 | Punti      | 16 Bedzeti |
| 1 Poggenwisch• 7 Patzwald• 14 Berdun• 22 Carossino• 26 De Maggi 00 Sbuelzr• 9 Tomaselli• 11 Bellers • 12 Veloce• 19 Geninazzi• 24 Fikov• 50 Barbibay | Formazioni | 4 Raimondi• 14 Vigoda• 16 Giaretti• 22 Becker• 29 Bedzeti 5 Henriot• 7 Balsamo• 13 Scandolaro• 15 Bassoli• 17 Watson• 30 Cini• 39 La Terra |
| Josef Jaglowski | Allenatori | Roberto Ceriscioli |